# روپا گانگلی
روپا گانگلی (بنگالی: রূপা গঙ্গোপাধ্যায়، هندی: रूपा गाङ्गुली، انگلیسی: Roopa Ganguly؛ زادهٔ ۲۵ نوامبر ۱۹۶۶) یک بازیگر اهل هند است.
از فیلم‌ها یا برنامه‌های تلویزیونی که وی در آن نقش داشته‌است می‌توان به برفی! اشاره کرد.

## فیلم‌شناسی
فهرست برخی از فیلم‌هایی که روپا گانگلی در آنها به ایفای نقش پرداخته‌است:
- برفی!
- هدف
- سوگند
- انترمحال
- خدای عشق
- ناگهان، یک روز
- ضد
- فرشته امان
- بازی
- دوباره در جنگل
- خانم صاحب‌خانه